# اختری (میوه)
اَختَری، کوکبی یا میوه ستاره (نام علمی: Averrhoa carambola) نام میوه‌ای استوایی از تیرهٔ شبدرترشکیان (Oxalidaceae). سردهٔ ابن رشدی‌ها (Averrhoa) است.
این میوه بومی سری‌لانکا، هندوستان و اندونزی است.
اختری از خویشاوندان نزدیک میوه بیلیمبی است.

## معرفی
این میوه از میوه‌های مناطق گرمسیری می‌باشد. رنگ آن سبز و گاهی زرد می‌باشد. پوست آن براق است.
از انواعی که دارای نقطه یا خط‌های قهوه‌ای می‌باشد، استفاده نکنید.
استفادهٔ کوکبی آسان است. نیاز به پوست کندن و جدا کردن دانه ندارد. به آرامی تغییر رنگ می‌دهد.
مزهٔ بعضی از انواع آن ترش و برخی شیرین می‌باشد. (مانند انگور پوست کلفت)
شکل زیبایی دارد و وقتی آن را می‌بریم بسیار شبیه ستاره می‌باشد.
می‌توان از آن در سالاد و برای تزئین غذاها استفاده کرد.

## نگارخانه

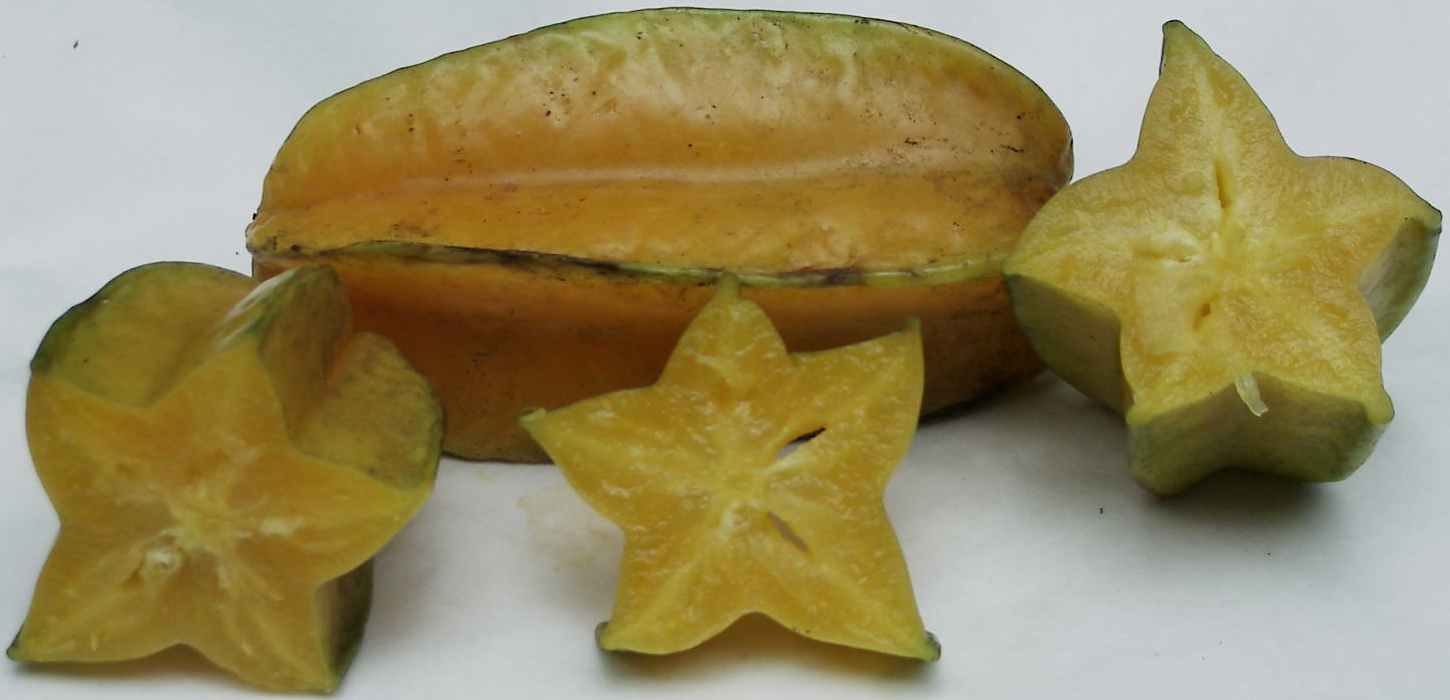
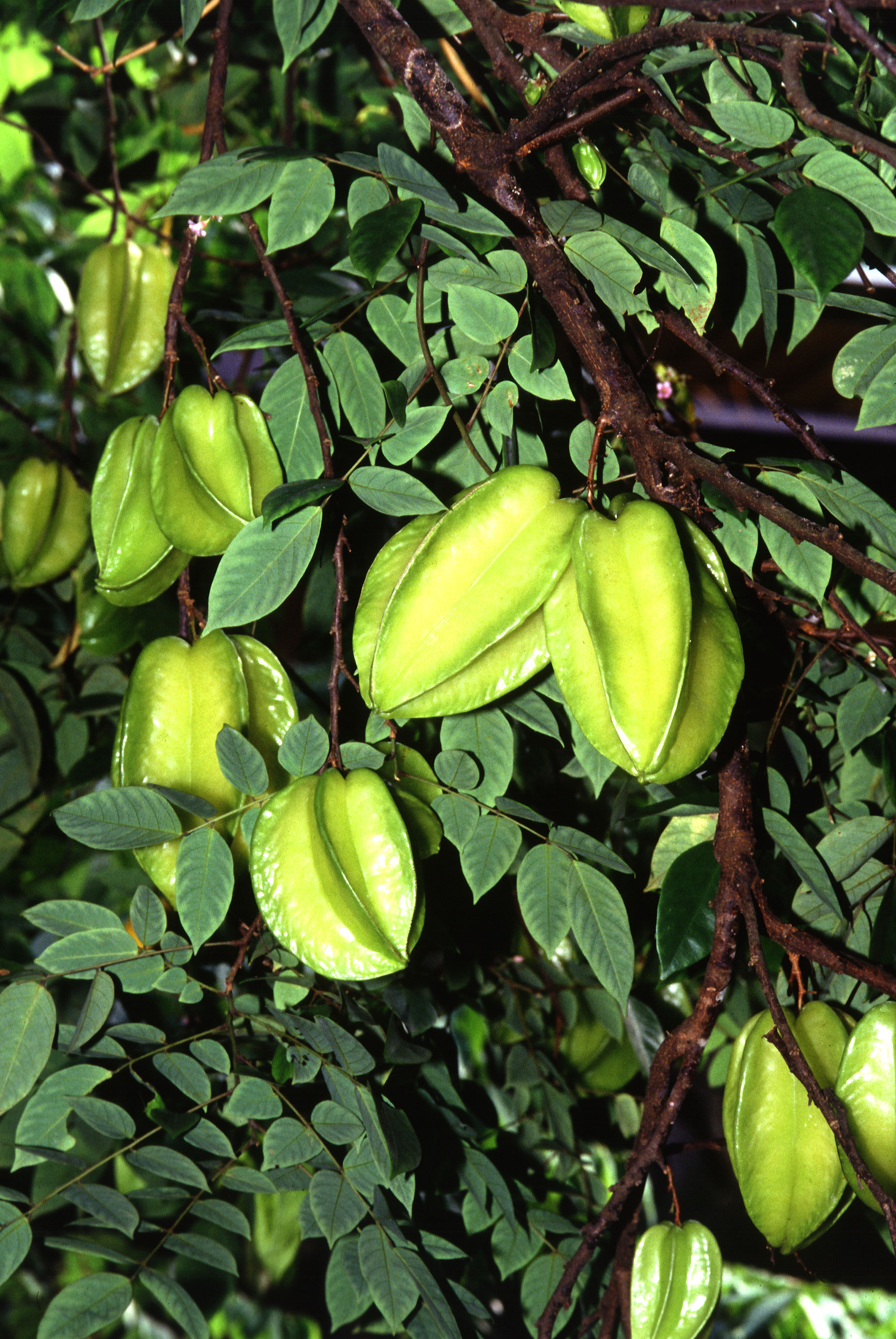
اختری‌ها بر درخت.
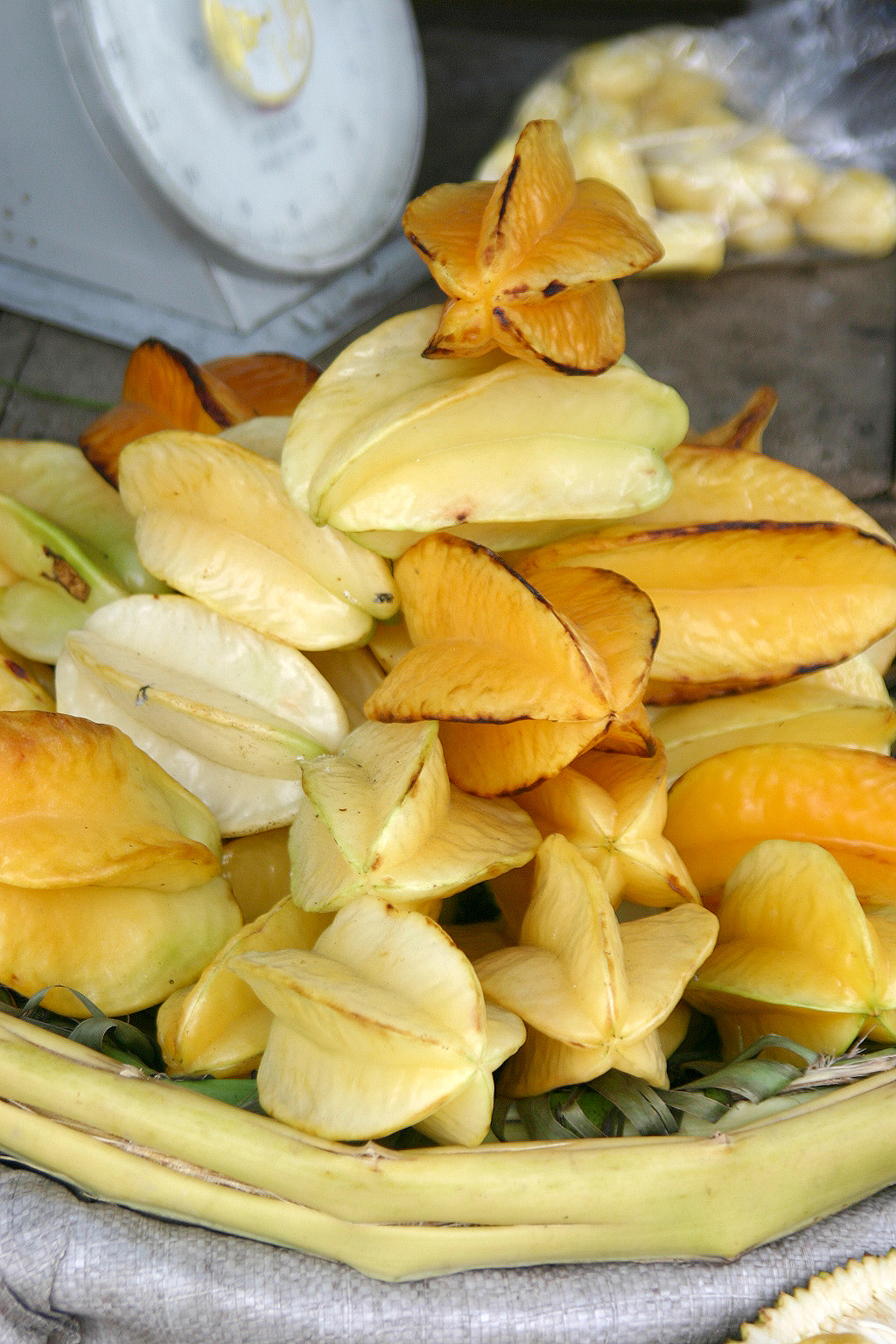
اختری را در اندونزی بِلیمبینگ می‌نامند.